# Busson
Busson é uma comuna francesa na região administrativa de Grande Leste, no departamento de Haute-Marne. Estende-se por uma área de 9,88 km². Em 2010 a comuna tinha 41 habitantes (densidade: 4,1 hab./km²).